# Bert Bakker (editură)
Bert Bakker a fost o editură neerlandeză, specializată în publicarea de literatură. Ea a fost fondată în anul 1898, cu denumirea D.A. Daamen's Uitgeversmij. Chiar înainte de începerea celui de-al Doilea Război Mondial a fost cumpărată de Bert Bakker (1912-1969), un tânăr poet creștin. În primii ani ai războiului, el a vândut stocul complet de cărți, dar din moment ce putea publica cărți noi doar în mod ilegal, s-a alăturat ziarului clandestin Vrij Nederland. După război el a vândut o parte din activele editurii, a fondat revista literară Maatstaf și a publicat cărți de poezii ce au avut succes (Ooievaarpockets). În 1956 a publicat Het bittere kruid, een kleine kroniek de Marga Minco, memoriile unei fete evreice a cărei familie a fost deportată în lagărele de exterminare din Germania și a trebuit să supraviețuiască astfel. În 1966 nepotul său omonim Bert Bakker jr. (1942) s-a alăturat companiei (numită pe atunci Bert Bakker/Daamen) ca reprezentant comercial, după ce a fost instruit în domeniul comerțului cu cărți. În 1968 a preluat administrarea zilnică a afacerii și a început să publice cărțile marchizului de Sade, care fuseseră interzise până atunci în Țările de Jos. În 1970, după moartea lui Bert Bakker sr., Bert Bakker a fost numit director al editurii, schimbându-i numele în uitgeverij Bert Bakker. După doi ani Bert Bakker a vândut acțiunile către grupul Kluwer, un conglomerat din Deventer.
În timpul cât a făcut parte din grupul PCM Uitgevers, editura Bert Bakker a fuzionat cu Prometheus, până când cele două edituri au devenit iarăși independente în 2007.

## Istoric
Compania editorială a fost fondată de „legendarul” editor Bert Bakker, căruia i-a succedat nepotul său, numit, de asemenea, Bert Bakker, în 1969. Perioada conducerii editurii de către tânărul Bakker a fost marcată de conflicte; el însuși avea puține cunoștințe literare și a ținut compania pe linia de plutire prin publicarea mai multor cărți de non-ficțiune. Bakker a fost forțat să demisioneze de la conducerea companiei în 1993, lăsând în urmă o situație haotică („een puinzooi achterlatend”). Compania a fuzionat cu Prometheus, o altă companie editorială, și grupul editorial a fost deținut de către PCM Uitgevers. Lui Bakker i-a succedat Mai Spijkers, care lucrase anterior ca redactor pentru Bakker, dar fusese concediat, iar acesta, priceput în afaceri, a transformat editura concurentă Prometheus într-o companie de succes; el a condus Prometheus/Bert Bakker după ce președintele Van Albada a părăsit compania în 2003. Prometheus/Bert Bakker a devenit una dintre cele mai mari edituri literare din Țările de Jos, publicând autori de best-seller-uri precum Connie Palmen, Maria Stahlie, Tim Krabbé, Hafid Bouazza și Martin Bril, plus proeminenți istorici și politicieni ca Frits van Oostrom, Wouter Bos și Wijnand Duyvendak.
În 2007, Prometheus/Bert Bakker a ieșit din grupul PCM, devenind o editură independentă, condusă de Mai Spijkers.
Bert Bakker - atât compania, cât și proprietarul - au fost cunoscuți pentru sprijinul puternic acordat poeților neerlandezi (opunându-se politicii comercialiste a celorlalte edituri) și a susținut și publicat poeți ca Paul van Ostaijen, Martinus Nijhoff și A. Roland Holst. Ultima sa publicație a fost o carte de poezie scrisă de Neeltje Maria Min; Voor wie ik liefheb wil ik heten a devenit cel mai de succes volum de poezie neerlandeză publicat vreodată.